# يوهان فوغل
يوهان فوغل من مواليد 8 مارس 1977 في جنيف، لاعب لنادي ريال بيتيس ومنتخب سويسرا لكرة القدم، بدأ مسيرته في كرة القدم في نادي غرافشوبرز السويسري في عام 1992، وفي عام 1999 انتقل إلى نادي إيندهوفن الهولندي، وانتقل إلى نادي إيه سي ميلان في عام 2005، وفي صيف 2006 انتقل إلى نادي ريال بيتيس الإسباني في صفقة انتقال ريكاردو أوليفيرا إلى إي سي ميلان كانت أول مباراة دولية لعبها فوغل في 8 مارس 1995 أمام منتخب اليونان لكرة القدم، وانتهت المباراة بالتعادل 1-1، وقد لعب فوغل ما يزيد عن 80 مباراة دولية مع منتخب سويسرا لكرة القدم.

## مسيرته الكروية
لعب يوهان فوغل خلال مسيرته الاحترافية مع 5 أندية في ثمانية عشر موسمًا وسجل خلالها 20 هدف ضمن 343 مباراة. حيث فاز في موسمين بالكأس وفي سبعة مواسم بالدوري.
خاض يوهان فوغل مسيرته مع نادي غراسهوبر زيوريخ في موسم 1992–93 في المرة الأولى ليلعب معه سبعة مواسم ثم في موسم 2011–12 لمدة موسم واحد، مشاركًا طوالها في 136 مباراة سجل خلالها 13 هدفًا. ثم انتقل إلى نادي آيندهوفن في موسم 1999–00 ليلعب معه ستة مواسم، حيث شارك في 169 مباراة سجل خلالها 7 أهداف. لينتقل بعدها إلى نادي إيه سي ميلان في موسم 2005–06 لمدة موسم واحد، مشاركًا في 14 مباراة ولم يسجل أي هدف. ثم انتقل إلى نادي ريال بيتيس في موسم 2006–07 لمدة موسم واحد، مشاركًا في 17 مباراة ولم يسجل أي هدف أيضًا. هذا وانتقل لاحقًا إلى نادي بلاكبيرن روفرز في موسم 2007–08 ولمدة موسمين، مشاركًا في 7 مباريات ولم يسجل أي هدف أيضًا.

## روابط خارجية
- يوهان فوغل على موقع الاتحاد الدولي (مؤرشف)  (الإنجليزية)
- يوهان فوغل على موقع قاعدة بيانات كرة القدم.إي يو (الإنجليزية)
- يوهان فوغل على موقع ناشيونال فوتبول تيمز (الإنجليزية)
- يوهان فوغل على موقع Soccerbase.com (لاعب) (الإنجليزية)
- يوهان فوغل على موقع عالم كرة القدم.نت (الإنجليزية)
- يوهان فوغل على موقع كووورة